# Гленуд Спрингс
Гленуд Спрингс (на английски: Glenwood Springs) е град в окръг Гарфийлд, щата Колорадо, САЩ. Гленуд Спрингс е с население от 9053 жители (2008) и обща площ от 12,5 km². Намира се на 1756 m надморска височина. ЗИП кодът му е 81601, 81602, а телефонният му код е 970.